# يانا ليندسي
يانا ليندسي (بالإنجليزية: Jana Lindsey)‏ هي متزحلقة حرة أمريكية، ولدت في 18 سبتمبر 1984.

## وصلات خارجية
- يانا ليندسي على موقع الاتحاد الدولي للتزلج (التزلج الحر) (الإنجليزية)
- يانا ليندسي على موقع أوليمبيديا (الإنجليزية)